# 汗明
汗 明（かん めい、生没年不詳）は、中国戦国時代の遊説家。巧みな口舌でもって、楚の令尹（宰相）である春申君に取り入ろうとし、その弁論は「塩車の憾み」あるいは「驥 塩車に服す」の故事成語の起源となった。

## 経歴
『戦国策』「楚策」によれば、汗明は三カ月かかってやっと、春申君に謁見することができた。はじめ春申君はその弁舌に喜んだが、汗明が重ねて対談を望んだので、もう先生のことは理解できたといって帰らせようとした。すると、汗明は「わが君はご自分が聖王・堯に匹敵するとお思いですか」と問う。　春申君「先生よ、そのようなわけはないであろう」　汗明「では、わたくしは聖王・舜に匹敵するでしょうか」　春申君「先生こそまさに舜である」　汗明「率直に申し上げて、わが君は堯に、わたくしは舜に遠く及ぶはずもございません。さて、堯ですら舜を理解するのに、三年かかりました。わが君はわたくしをただ一度の会見で理解したと仰いますが、これではわたくしどもが堯舜に勝ることになり、矛盾になりませんか」　これには春申君もなるほどと頷き、汗明を五日に一度召し寄せるという著客の待遇で扱った。
その後、汗明はなおも春申君に向かい、自分を登用するように催促した。「かの驥（き、駿馬）は適齢に至ったのに、太行（山脈の名）の上で塩車を牽く仕事に服していました（夫驥之歯至矣、服塩車而上太行）。それを伯楽が見出したので、驥は喜んで高らかに天に向っていななきました。いま、わたくしも巷間に窮していますが、どうか、わが君もわたくしを取り立てて、高らかにいななかせる気はございませんか」　なお、『戦国策』にはこの汗明の弁論の続きは書かれていない。

## 塩車の憾み
「英才が世に用いられないこと」を意味する「塩車（えんしゃ）の憾（うら）み」、あるいは「驥（き） 塩車に服す」という故事成語は、この汗明の弁論から生まれた。ただし、前漢の賈誼『弔屈原賦』の「驥垂両耳、服塩車兮」を起源とする説もある（汗明は戦国時代の人だが、『戦国策』自体が編纂されたのは賈誼より後代）。